# Ernst von Bila

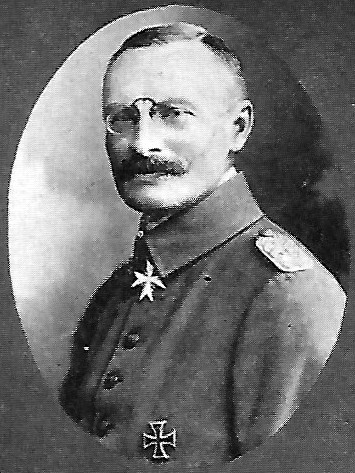
Major Ernst von Bila

Ernst Alexander Herdegen von Bila (* 28. Januar 1868 in Halle (Saale); † 15. August 1918) war ein preußischer Major und Ritter des Ordens Pour le Mérite sowie während des Ersten Weltkriegs Kommandeur des Infanterie-Regiments „Prinz Friedrich der Niederlande“ (2. Westfälisches) Nr. 15.

## Leben
Ernst von Bila entstammte dem thüringischen Uradelsgeschlecht derer von Bila und war ein Nachkomme des Generalmajors Karl Anton von Bila.
Im Alter von 19 Jahren trat er 1887 als Avantageur in das hallensische Magdeburgisches Füsilier-Regiment Nr. 36. Nachdem er hier 1889 zum Sekondeleutnant und 1896 zum Premierleutnant befördert worden war, kommandierte man ihn zur weiteren Ausbildung an die Kriegsakademie. Mit der Beförderung zum Hauptmann wurde er zum Chef der 8. Kompanie in Merseburg ernannt. In gleicher Eigenschaft wurde er 1912 ins 10. Lothringische Infanterie-Regiment Nr. 174 nach Forbach versetzt. Mit seiner Beförderung zum Major gehörte er ab 1913 dem Stab des 3. Oberschlesischen Infanterie-Regiments Nr. 62 in Cosel an.
Mit Ausbruch des Ersten Weltkriegs hatte er in Brandenburg an der Havel ein Bataillon der 4. Ersatz-Division aufzustellen, mit dem er am 20. August an die Westfront kam. In Lothringen eingesetzt kämpfte das Bataillon in der Schlacht vor Nancy. Nach dem Abtransport der Division an den nördlichen Heeresflügel Teil der 4. Armee. Nach der Einnahme der Festung Antwerpen verfolgte das Bataillon die flüchtenden Belgier. Im Winter 1914/15 lag sein Bataillon bei Diksmuide in Stellung, kämpfte in der Ersten Flandernschlacht und nahm am Weihnachtsfrieden teil. 1915 wurde aus dem Bataillon „Bila“ und zwei weiteren Brigade-Ersatz-Bataillonen das Infanterie-Regiment Nr. 360 formiert.
Erst Ende September 1916 verließ es den flandrischen Kriegsschauplatz. Während dessen 14-tägigen Einsatzes in der Schlacht an der Somme wurde Major Bila zum Kommandeur des in der Schlacht um Verdun kämpfenden Infanterie-Regiments „Prinz Friedrich der Niederlande“ (2. Westfälisches) Nr. 15 ernannt. Eine Parade von Abordnungen der Truppen, von den 15ern nahm eine Kompanie unter seiner Führung teil, des VII. Armee-Korps fand am 20. Oktober 1916 vor dem Oberbefehlshaber der 5. Armee, dem Kronprinzen, im Park von Charmois bei Mouzay statt. Mit der Parade und den anschließend verliehenen Auszeichnungen würdigte dieser deren Leistungen in der Somme-Schlacht und vor Verdun. Sein Regiment war auf der „Höhe 304“. Das Niemandsland zwischen den Gräben war nur um die 50 m breit. Eine stark vorspringenden Spitze, dem sogenannten „Backzahn“, der französischen Front, reichte bis auf 25 m heran. Der der Gegenseite einen strategischen Vorteil bietende Backzahn wurde mit dem „Unternehmen Backzahn“, an welchem sieben 15er Kompanien beteiligt waren, am 6. Dezember 1916 beseitigt.
Die Division führte am 25. Januar ein in drei Teilunternehmen, entsprechend den drei teilnehmenden Regimentern, gegliedertes Unternehmen zur Gewinnung eines besseren Blicks hinter die französische Linie auf der „Höhe 304“ durch. Das Regiment der 15er, „Unternehmen Minden“, nahm Teile der vordersten Linie der Franzosen vom rechten Flügelpunkt des „Backzahns“ ein. Für die von seinem Regiment durchgeführten Unternehmungen „Backzahn“ und „Minden“ erhielt Major Bila am 1. Februar als Anerkennung das Ritterkreuz des Königlichen Hausordens von Hohenzollern mit Schwertern verliehen. Im März wurde die Position am Chemin des Dames zurückerobert, aus der das Heer im Jahr davor zurückgedrängt worden war. Dort war es im Oktober an der Laffaux-Ecke, als die Franzosen mit einem sechstägigen Trommelfeuer die Schlacht von La Malmaison vorbereiteten. Am 23. Oktober 1917 wurden sowohl Kampf- als auch Bereitschaftsbataillon der 15er überrollt. Kurz danach räumte der Regimentsstab seine Gefechtsstelle und entging somit seiner Gefangennahme.
In der Großen Schlacht von Frankreich zeichneten sich Kommandeur und Truppe beim Durchbruch zwischen Gouzeaucourt und Vermand am 21./22. März so herausragend aus, dass der Armeeführer (Hugo von Kathen) bzw. das Generalkommando des XXIII. Reserve-Korps Major Bila „wegen hervorragender Tapferkeit beim Eindringen des ihm unterstellten Regiments in Longavesnes am 22. März“ zur Verleihung des Ordens Pour le Mérite in Vorschlag brachten. Nachdem er bei der Verfolgung durch das Sommegebiet unter anderem am 25. März die Höhen von Maurepas erstürmte, wurde er ihm am 28. März 1918 per Allerhöchster Kabinettsorder (A. K. O.) diese höchste preußische Tapferkeitsauszeichnung verliehen. Damit war er der zweite Ritter des Ordens aus seiner Familie.
Nachdem der Vormarsch Ende des Monats zum Stehen gekommen war, griff die 2. Armee vom 24. bis 26. April in der „Schlacht bei Villers-Bretonneux“ nochmals an. Der Angriff kam jedoch nach anfänglichen, auch von den 15ern errungenen, Erfolgen jedoch nicht voran. Am 8. August 1918, dem sogenannten Schwarzen Tag des deutschen Heeres, begann um 5.20 Uhr auch im australischen Abschnitt die Schlacht bei Amiens. Der Regimentsgefechtsstand, in dem sich der Regimentsstab befand, befand sich am Ostausgang Lamottes. In dem Augenblick, als der Kommandeur den Befehl zum Gegenstoß an den Bereitschaftstruppenkommandeur (B. T. K.) erteilen wollte, zerstörte ein Volltreffer den Unterstand und setzte ihn außer Gefecht. Da der hierbei schwer verletzte Kommandeur nicht geborgen werden konnte, fiel er in britische Gefangenschaft. 
Am 15. August 1918 erlag Bila in einem englischen Lazarett seinen Verletzungen. Er war Ehrenritter des Johanniterordens.
Ernst von Bila war seit Juli 1903 mit Helene Lohmann (1880–1942) verheiratet. Aus der Ehe sind die hessische Bildungspolitikerin Helene von Bila und zwei Söhne hervorgegangen.